# Stadion kralja Baudouina
Stadion kralja Baudouina (eng: King Baudouin Stadium, fra: Stade Roi Baudouin, niz: Koning Boudewijnstadion) je sportski stadion u sjeverozapadu Bruxellesa, Belgija. Otvoren je 23. kolovoza 1930., a na isti dan 1995. je otvoren nakon renovacije. Najpoznatiji događaj na stadionu je Heyselska tragedija, urušenje djela tribine stadiona.

## Povijest
Svečano je otvoren 23. kolovoza 1930. (dan poslije 100 godišnjice Belgije) kao Stade du Jubilé ili Jubelstadion (Jubilej stadion) u prisustvu Princa Leopolda. Sagrađen je da bi se uljepšala Heyselska zaravan. Stadion je u to vrijeme imao kapacitet od 70,000 sjedala. Drveno trkalište za biciklističke utrke je dodan kasnije.
U 1946., stadion je preimenovan u ime Heysel Stadium. Bio je domaćin finala Kupa prvaka u 1958., 1966., 1974., and 1985. i finala Kupa pobjednika kupova u 1964., 1976., 1980. i 1996. godini. Najviše gledatelja na stadionu u europskim utakmicama je zabilježeno u 1958., bilo je više od 66,000 gledatelja. 
Iako je bio stadion Belgijske nogometne reprezentacije, Heysel nije bio održavan. Od finala Kupa prvaka 1985., počeo je se polako raspadati. Stanje stadiona bilo je tako loše da su Liverpoolovi službenici molili UEFA-u da se finale ne igra na Heysel stadionu.

## Heyselska tragedija
Heyselska tragedija se dogodila 29. svibnja 1985. godine, prije finala Kupa prvaka između talijanskog Juventusa i engleskog Liverpoola, kada se, zbog huliganizma, srušio jedan nosivi zid stadiona. Poginulo je 39 ljudi, većinom navijača Juventusa. Događaj je za posljedicu imao izbacivanje svih engleskih nogometnih klubova iz europskih natjecanja do 1990. godine. Iako je krivnja službeno pripojena navijačima Liverpoola, i stadion je u djelu krivnje, jer je bio u raspadajućem stanju. Zbog tragedije, stadion je se poslije koristio samo za atletiku, pa i danas je domaćin "Memorial Van Dammea" svake godine.

## Obnova
Desetljeće nakon katastrofe, odlučeno je da se stadion renovira i preimenuje u ime "King Baudouin Stadion" s troškom od 1,500 milijuna BEF (oko 50 milijuna $ u 1995.). Dobio je ime po kralju Baudouinu. Jedini dio koji je ostao od starog stadiona je ulaz. Novi stadion je, uz teren, imao i atletsku traku. Ponovo je otvoren 23. kolovoza 1995. kao stadion domaće nogometne momčadi i najveći belgijski stadion; imao je kapacitet od 50,024 sjedala. Na njemu se odigrala prva utakmica Europskog nogometnog prvenstva u Belgiji i Nizozemskoj 2000.

## Vanjske poveznice
- Belgijski nogometni savez - službena stranica  Arhivirana inačica izvorne stranice od 17. ožujka 2006. (Wayback Machine) - povijest (fr.) (nizoz.)

| Prethodnik:               | Domaćin finala Kupa prvaka 1958. | Nasljednik:   |
| Stadion Santiago Bernabéu | Domaćin finala Kupa prvaka 1958. | Neckarstadion |

| Prethodnik: | Domaćin finala Kupa prvaka 1966. | Nasljednik:      |
| San Siro    | Domaćin finala Kupa prvaka 1966. | Estádio Nacional |

| Prethodnik:           | Domaćin finala Kupa prvaka 1974. | Nasljednik:      |
| Stadion Crvena zvezda | Domaćin finala Kupa prvaka 1974. | Parc des Princes |

| Prethodnik:     | Domaćin finala Kupa prvaka 1985. | Nasljednik:     |
| Stadio Olimpico | Domaćin finala Kupa prvaka 1985. | Sánchez Pizjuán |